# 杨耀寰
杨耀寰（？—），男，回族，中华人民共和国政治人物，曾任第八、九、十届全国政协委员。